# Districte d'Altenburger Land
El districte d'Altenburger Land és un districte ("Landkreis" en alemany) de Turíngia (Alemanya). El cap del districte és la ciutat d'Altenburg.

## Ciutats, municipis i municipis d'administració
(Nombre d'habitants el 2007)
| Ciutats ¹ ist erfüllende Gemeinde für 2 weitere Gemeinden 1. Altenburg, Große kreisangehörige Stadt (36.703) 2. Gößnitz (3.924) ¹ 3. Lucka (4.337) 4. Meuselwitz (12.102) 5. Schmölln (12.275) | Municipis ² erfüllende Gemeinde im Sinne einer Verwaltungsgemeinschaft ist die Stadt Gößnitz 1. Heyersdorf ² (144) 2. Nobitz (3.682) 3. Ponitz ² (1.790) 4. Saara (3.128) |

Verwaltungsgemeinschaften mit ihren Mitgliedsgemeinden

* Sitz der Verwaltungsgemeinschaft
| - Altenburger Land 1. Altkirchen (1.112) 2. Dobitschen (539) 3. Drogen (164) 4. Göhren (475) 5. Göllnitz (359) 6. Großröda (244) 7. Lumpzig (608) 8. Mehna * (347) 9. Naundorf (510) 10. Starkenberg (1.170) 11. Tegkwitz (321) | - Oberes Sprottental 1. Heukewalde (220) 2. Jonaswalde (348) 3. Löbichau (1.123) 4. Nöbdenitz * (1.028) 5. Posterstein (487) 6. Thonhausen (621) 7. Vollmershain (343) 8. Wildenbörten (372) - Pleißenaue 1. Fockendorf (900) 2. Gerstenberg (571) 3. Haselbach (882) 4. Treben * (915) 5. Windischleuba (2.179) | - Rositz 1. Kriebitzsch (1.187) 2. Lödla (779) 3. Monstab (483) 4. Rositz * (3.079) - Wieratal 1. Frohnsdorf (308) 2. Göpfersdorf (238) 3. Jückelberg (343) 4. Langenleuba-Niederhain * (2.032) 5. Ziegelheim (941) (bis 1952 im Land Sachsen) |